# Hoa kalina đang nở
Hoa kalina đang nở (tiếng Trung Quốc: 红莓花儿开, tiếng Nga: Ой, цветет калина, tiếng Anh: Oh, the snowball tree is in blossom) là một bộ phim tâm lý của đạo diễn Đại Bân, ra mắt lần đầu vào tháng 3 năm 2010.